# Мазепа, Иван Степанович
Ива́н Степа́нович Мазе́па (Мазепа-Колединский; укр. Іва́н Степа́нович Мазе́па (Іван Мазепа-Колединський), пол. Iwan Mazepa herbu Kołodyn (Jan Mazepa Kołodyński), лат. Iohannes Mazepa; 20 марта 1639, село Мазепинцы под Белой Церковью, Речь Посполитая — 21 сентября [2 октября] 1709, Бендеры, Османская империя) — военный, политический и дипломатический деятель Войска Запорожского.
Гетман Войска Запорожского (1687—1704) с изменением титула на «Войска Запорожского обеих сторон Днепра гетман» (1704—1709) под протекторатом Русского царства. Сподвижник Петра I в проведении внешней и внутренней политики России в конце XVII — начале XVIII веков. Управлял Левобережной Украиной и Киевом, ограничив политическую самостоятельность Запорожской Сечи. Много сделал для экономического подъёма подвластных ему территорий. Во время восстания Палия временно контролировал Правобережную Украину.
В 1708 году в ходе событий Северной войны между Россией и Швецией перешёл на сторону шведского короля Карла XII. После поражения Карла XII под Полтавой (1709) бежал в Османскую империю и умер в городе Бендеры.
В советской и российской историографии Мазепа рассматривается преимущественно как предатель государства. На Украине же Иван Мазепа считается национальным героем. Украинский историк М. С. Грушевский охарактеризовал переход Мазепы к шведам так: «Политический шаг Мазепы был раздут как поступок небывалый и чрезвычайный. Но в действительности в этом поступке Мазепы и его единомышленников не было ничего чрезвычайного, ничего нового». К подобным характеристикам присоединяются и некоторые российские историки. Так, В. Молтусов объясняет переход Мазепы к шведам угрозой шведского вторжения и недостаточным временем на подготовку обороны Левобережья русской армией. Игорь Курукин пишет о переходе как об «отчаянном броске за призрачной независимостью».

## Биография

### Семья
Мазепа родился в шляхетской православной семье в селе Мазепинцы Белоцерковского староства на Киевщине. Первый документально известный предок будущего гетмана, прадед Ивана Мазепы — Николай Мазепа-Колединский, которому за военную службу был пожалован польским королём Сигизмундом ІІ Августом хутор на речке Каменице, впоследствии село Мазепинцы.
Дед Ивана, Михаил Мазепа, предположительно был на службе у русского царя: охранял южные границы Русского царства от набегов татар и, по некоторым сведениям, погиб в 1620 году в битве с турками.
Отец, Адам-Степан Мазепа, был одним из соратников Богдана Хмельницкого. Принимал участие в Переяславских переговорах с русскими боярами. Принимал участие вместе с гетманом Выговским в создании Великого княжества Русского в составе Речи Посполитой, однако результатов не добился. В 1662 году польским королём был назначен на должность подчашего Черниговского и эту должность занимал вплоть до своей смерти в 1665 году.
Мать Ивана Мазепы, Марина Мокиевская, происходила из старинного шляхетского православного рода на Белоцерковщине, представители которого занимали руководящие должности в Киевском казачьем полку. Современный российский исследователь Т. Г. Таирова-Яковлева в своей монографии «Мазепа» утверждает, что отец и брат Марины были старшинами у Хмельницкого и погибли в боях с поляками — отец под Чортковом (1655), а брат на Дрожи-поле (1655). После смерти мужа приняла постриг под именем Мария и была настоятельницей Киево-Печерского Вознесенского и игуменьей Глуховского женских монастырей.
В 65-летнем возрасте Мазепа влюбился в собственную крестницу Матрёну (у Пушкина в поэме «Полтава» названа Марией), дочь Василия Кочубея. Однако такая связь по каноническому праву является запретной и приравнивается к инцесту, поэтому венчаться они не могли. Переписка Мазепы с Матрёной частично сохранилась.

### Образование и жизнь при дворе польского короля
Иван Мазепа учился в Киево-Могилянском коллегиуме, затем — в Иезуитском коллегиуме в Варшаве. Позже, по воле отца, был принят при дворе польского короля Яна Казимира, где состоял в числе «покоевых» дворян.
Близость к королю позволила Мазепе получить образование: он учился в Голландии, Италии, Германии и Франции, свободно владел украинским, русским, польским, татарским, латынью. Знал он также итальянский, немецкий и французский языки. Много читал, имел прекрасную библиотеку на многих языках. Его любимая книга — «Государь» Никколо Макиавелли.
Н. И. Костомаров пересказывает записки Пасека, польского придворного, служившего вместе с Мазепою при дворе Яна-Казимира. Из записок следует, что в 1661 году Мазепа оговорил перед королём своего товарища Пасека, которого арестовали, разобрали дело, оправдали, и король подарил ему 500 червонцев, а Мазепа был временно удалён от двора. В следующем 1662 году Пасек, не забыв причинённого ему оскорбления и будучи навеселе, ударил Мазепу, тот схватился за оружие. Одни из свидетелей приняли сторону Мазепы, остальные — сторону Пасека. Король сказал: «Клевета показывается больнее раны». Он призвал к себе Пасека и Мазепу, приказал им перед своими глазами обняться и простить друг другу взаимные оскорбления.
Жизнь православного Мазепы при католическом дворе Яна Казимира была сложна. Вот как описывает её окончание Костомаров: «Сверстники и товарищи его, придворные католической веры, издеваясь над ним, додразнили его до того, что против одного из них Мазепа в горячности обнажил шпагу, а обнажение оружия в королевском дворце считалось преступлением, достойным смерти. Но король Иоанн Казимир рассудил, что Мазепа поступил неумышленно, и не стал казнить его, а только удалил от двора. Мазепа уехал в имение своей матери, на Волынь». Пасек в своих записках утверждает, что Мазепа окончательно оставил двор из-за случившейся там, на Волыни, истории с женой пана по фамилии Фальбовский, который, якобы, обнаружив связь жены с Мазепой, привязал обнажённого Мазепу к коню, напугал коня плетьми, криками и выстрелами и пустил вскачь средь зарослей дикого шиповника и терновника.
Однако летопись Величка (также цитируемая Костомаровым), сообщает, что «Мазепа оставил придворную службу тогда, когда король Ян-Казимир предпринял поход с войском на левую сторону Украины под Глухов и на пути остановился в Белой Церкви, следовательно, в конце 1663 года. Здесь Мазепа отклонился от войска короля и остался при своём старом отце, жившем в своём имении, в селе Мазепинцах».

### Карьера

Памятник в Коломаке (Харьковская область) на месте избрания Мазепы гетманом Украины

В 1665 году, после смерти своего отца, занял должность подчашего Черниговского.
В 1668 Мазепа женился на Анне Фридрикевич, вдове белоцерковского полковника.
В конце 1669 года его тесть, генеральный обозный Семён Половец, помог ему выдвинуться в кругу гетмана Дорошенко: Мазепа стал ротмистром гетманской надворной гвардии, потом — генеральным писарем.
В июне 1674 года Дорошенко отправил Мазепу посланником в Крымское ханство и Турцию. Делегация везла султану 15 левобережных казаков в качестве невольников-заложников. По дороге в Константинополь делегация была перехвачена кошевым Иваном Серко. Схватившие Мазепу запорожские казаки хотели его казнить за участие в конвоировании своих товарищей в неволю, но затем переправили его левобережному гетману Самойловичу. Тот поручил Мазепе воспитание своих детей, присвоил звание войскового товарища, а через несколько лет пожаловал его чином генерального есаула.
В правление Софьи власть фактически находилась в руках её фаворита Голицына. Мазепа снискал его расположение, а после падения Самойловича Голицын оказал решающее влияние на избрание Мазепы левобережным гетманом 25 июля (4 августа) 1687 год на раде под Коломаком (ныне Коломакский район Харьковской области). «Голицын и Матвеев оба принадлежали к людям своего времени и сочувствовали польско-малорусским приёмам образованности, которыми отличался и блистал Мазепа. Когда, после неудачного крымского похода, нужно было свалить вину на кого-нибудь, Голицын свалил её на гетмана Самойловича: его лишили гетманства, сослали в Сибирь с толпою родных и сторонников, сыну его Григорию отрубили голову, а Мазепу избрали в гетманы, главным образом оттого, что так хотелось этого любившему его Голицыну». Здесь же были подписаны Коломакские статьи гетмана Мазепы.

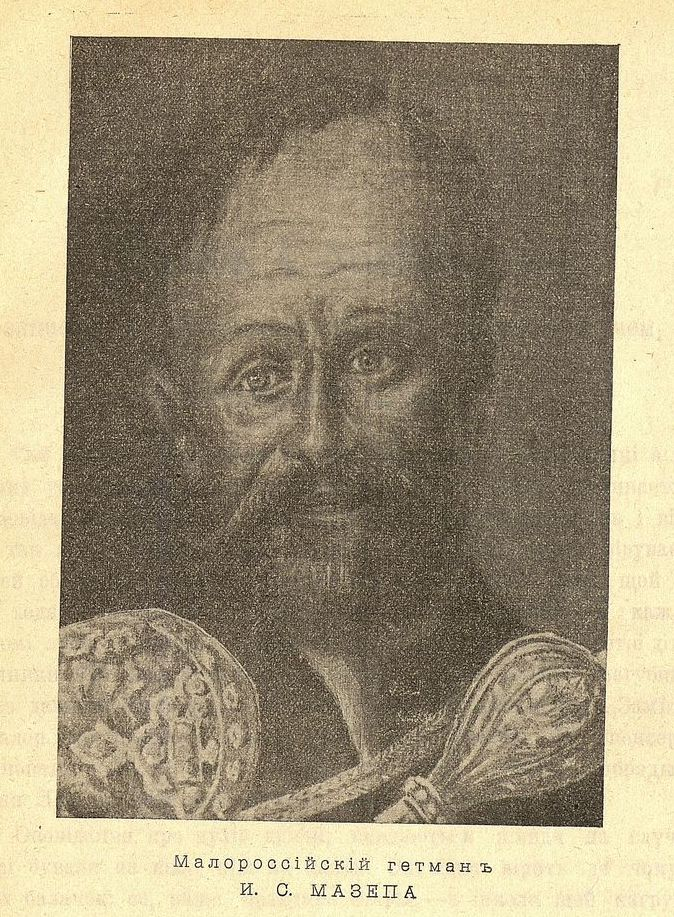
Портрет И. Мазепы из замка князей Сангушко в с. Подгорцы, Галиция

В своей книге «Русская история в жизнеописаниях её главнейших деятелей» Н. И. Костомаров пишет: «Мы не знаем степени участия Мазепы в интриге, которая велась против гетмана Самойловича, должны довольствоваться только предположениями, и потому не вправе произносить приговора по этому вопросу». Следует заметить, что в книге «Мазепа» (глава 1) Н. И. Костомаров упоминает «его интриги, употреблённые им перед всемогущим временщиком князем Василием Васильевичем Голицыным для погубления гетмана Самойловича», а в книге «Руина» описывает эти интриги подробнее. В «Истории России» С. Соловьёва и украинском «Літописі Самовидця» определённо указано, что Мазепа принял активное участие в интриге по смещению Самойловича, его подпись стоит в коллективном доносе старшин, поданном Голицыну.
В роли гетмана Мазепа принял участие во втором Крымском походе князя Василия Голицына.
Широко распространена точка зрения, представляющая и Мазепу, и Голицына в неблаговидном свете: «Избранием он был обязан подкупу князя В. В. Голицына и щедрым обещаниям, данным старшине. Последнюю Мазепа вознаградил раздачей имений и полковничьих и других должностей. Как гетман-администратор Мазепа ничем не выделялся».
Любопытна записка Мазепы, сохранившаяся в делах Государственного архива вместе с письмами царевны Софии, показывающая, что Мазепа после своего избрания в гетманы заплатил князю Голицыну взятку за содействие. По мнению современного украинского исследователя О. Ковалевской, версия о взятке не соответствует действительности, так как дары за содействие избранию были посланы Мазепой Голицину через год после избрания. Тем не менее, своим возникновением версия о взятке обязана самому Мазепе. В 1689 году, после падения власти Софьи и временщика Голицына, Мазепа подал царю челобитную. «Он доносил царю, что Леонтий Неплюев угрозами вынудил у него дать князю Голицыну отчасти из пожитков отрешённого гетмана Самойловича, а отчасти из собственного своего „именьишка“, которое по милости монаршей нажил на гетманском уряде, 11 000 рублей червонцами и ефимками, более трёх пудов серебряной посуды, на 5000 рублей драгоценных вещей и три турецких коня с убором».
Н. И. Костомаров так подводит нравственный итог карьере Мазепы: «В нравственных правилах Ивана Степановича смолоду укоренилась черта, что он, замечая упадок той силы, на которую прежде опирался, не затруднялся никакими ощущениями и побуждениями, чтобы не содействовать вреду падающей прежде благодетельной для него силы. Измена своим благодетелям не раз уже выказывалась в его жизни. Так он изменил Польше, перешедши к заклятому её врагу Дорошенку; так он покинул Дорошенка, как только увидал, что власть его колеблется; так, и ещё беззастенчивее, поступил он с Самойловичем, пригревшим его и поднявшим его на высоту старшинского звания. Так же поступал он теперь со своим величайшим благодетелем, перед которым ещё недавно льстил и унижался».

### Русско-турецкая война 1686—1700 годов
В ходе русско-турецкой войны 1686—1700 годов Мазепа вёл активные боевые действия против турецких крепостей в нижнем течении Днепра в районе Тавани. В конце февраля — начале марта 1693 года по приказу Мазепы Лубенский полк совместно с правобережным полком Семёна Палия, а также запорожцы во главе с бывшим кошевым атаманом Фёдором Степановым ходили под Казикермен (ныне Берислав Херсонской области), где сожгли предместье и разбили татарский полк. Весной 1694 года в поход на Казикермен были отправлены охотницкие полки Новицкого, казаки Палия и Лубенский полк (около 3 тысяч человек). После того, как они успешно разбили сторожевой отряд, начали 2 марта осаду крепости. Был сожжен посад, вылазка гарнизона была отбита. Отряд запорожцев для отвлечения противника наступал под Перекопом.
В 1695 году совместно с Борисом Шереметевым Мазепа возглавлял крупномасштабный поход в низовья Днепра. У Шереметева был 28 841 человек (к крепости подошло 25 273 человека), у Мазепы — 35 тысяч казаков, а также запорожцы. За четыре месяца похода были взяты турецкие крепости в Поднепровье, оставлены в них гарнизоны, было вывезено 58 захваченных пушек. Среди взятых крепостей были Кызы-Кермен, Аслан-Кермен (ныне Каховка), Мустрит-Кермен и Муберек-Кермен (ныне затоплены водами Каховского водохранилища). В результате этих побед в честь обоих полководцев были написаны многочисленные панегирики. В частности, Мазепе был посвящён панегирик «Алкид Российский» авторства Филиппа Орлика.
В 1697—1698 годах совместно с русскими войсками противодействовал турецким попыткам вернуть контроль над узлом обороны на Таванской переправе.

### В первые годы Северной войны
С 1689 года Пётр получал на Мазепу доносы, говорившие о его измене. Пётр доносам верить не хотел; доносчиков наказывали, а доверие царя к гетману только возрастало. В 1700 г. Мазепа получил из рук Петра высший орден России — Андрея Первозванного, став вторым в истории кавалером этого ордена. В ближайшие годы Мазепа точно исполнял все царские предписания.
В мае 1704 года по указу Петра I выступил с левобережными полками на Правобережную Украину для борьбы с польскими сторонниками шведов. Однако бушевавшее там с 1702 года антипольское восстание Палия поддержано не было, несмотря на неоднократные попытки предводителей восстания Семёна Палия и Самойло Самуся перейти со своими полками под царскую руку и войти в состав Гетманщины. В июле 1704 года Мазепа обвинил фастовского полковника Палия в измене Петру и в стремлении изменить порядок украинской жизни в пользу казацкой голытьбы и черни. Палий был отправлен в Москву, а оттуда сослан в Тобольск.
Существуют сведения, что в конце 1705 года Мазепа обсуждал со вдо́вой княгиней Дольской (по первому мужу — Вишневецкой) замысел перехода на сторону Швеции и образования из Малороссии «самостоятельного владения» под верховенством польского короля (известны письма Дольской). Чтобы привлечь Мазепу на свою сторону, в 1706 году «княгиня Дольская передала Мазепе слова Б. П. Шереметева и генерала Рена, что Меншиков намеревается стать гетманом или князем Черниговским и „роет яму“ Мазепе».
1706 год был годом политических неудач Российского государства: 13 февраля 1706 шведская армия Карла Густава Реншёльда в битве при Фрауштадте нанесла сокрушительное поражение саксонско—русской армии. 13 (24) сентября 1706 год (14 сентября по шведскому календарю) союзник Петра, саксонский курфюрст и польский король Август II был вынужден отказаться от польского престола в пользу сторонника шведов Станислава Лещинского и разорвал союз с Россией. Несмотря на победу в сражении при Калише 18 октября 1706 года, Россия осталась в войне со Швецией в одиночестве. В этих обстоятельствах Мазепа вступил в тайные переговоры с новым польским королём Станиславом Лещинским, ставленником Карла XII, через иезуита Заленского. Как сообщает в главе 13 своей книги Таирова-Яковлева, точная дата начала переговоров Мазепы с Лещинским неизвестна, но 17 сентября 1707 года Мазепа открылся Ф. Орлику, своему генеральному писарю. В «своей беседе с Орликом Мазепа объяснял свои переговоры с Лещинским исключительно военной угрозой». Он сказал, «что будет оставаться верен царскому величеству, „пока не увижу, с какой силой Станислав к границам украинским придёт и какие будут успехи шведских войск в Московском государстве“». 16 сентября 1707 года Мазепа получил от Станислава письмо, где «Станислав просил, чтобы Мазепа „намеренное дело начинал“, когда шведские войска подойдут к украинским границам». Было очевидно, «что речь шла о заранее продуманном плане».

### Реформы Петра I
В 1707 году Петр I начинает реформы с целью создания Российской империи. Реформы имели своим результатом ограничение украинской автономии. Военные крепости передавались в управление русским. Украинские города переводились с Малороссийского приказа под российское административно-территориальное деление, превращая Украину из автономного «иностранного» государства в российскую провинцию. При территориальной реформе границы Украинского гетманства не были учтены. Эти ограничения украинской автономии вызвали резкое неприятие украинских старшин. Трудности Северной войны вызвали бунты. Мазепа весной 1707 года начал тайные переговоры с представителем шведского короля Станиславом Лещинским.

### Донос Кочубея
В конце августа 1707 года генеральный судья Василий Кочубей послал с севским иеромонахом Никанором донос на Мазепу. Никанор прибыл в Москву 17 сентября 1707 года, но его донесение было признано ложным в свете хорошо известной личной вражды между Кочубеем и Мазепой: в 1704 году у Мазепы был роман с дочерью Кочубея — Матрёной, которой он был восприемником (крёстным отцом), что сделало брак невозможным, поскольку такая связь считалась инцестом.
В январе 1708 года Кочубей послал Петра Янценка (Яковлева) со словесным известием об измене Мазепы. Яковлев явился благовещенскому протопопу (духовнику царя), который представил его царевичу Алексею Петровичу. Царь опять счёл донос ложным, поручив разбирательство друзьям гетмана: Гавриилу Головкину и Петру Шафирову.
Напуганный этим доносом, Мазепа после благополучного для него исхода следственного дела (Кочубей и также доносивший на Мазепу полтавский полковник Иван Искра подверглись пыткам, после чего, 14 июля 1708 года, были обезглавлены под Киевом) ещё энергичнее повёл переговоры со Станиславом Лещинским и Карлом XII, закончившиеся заключением с ними тайных договоров. Мазепа предоставлял шведам для зимних квартир укреплённые пункты в Северщине, обязывался доставлять провиант, склонить на сторону Карла запорожских и донских казаков, даже калмыцкого хана Аюку.

### Переход на сторону Карла XII
Мазепа сперва не видел альтернативы союзу с царской Россией и колебался с переходом к шведам. По мнению историка Украины Т. Г. Таировой-Яковлевой, указ царя о сожжении Стародубского полка — «для паленя в полку Стародубовском некрепких городков, сёл, гумен и млынов» (см. тактика выжженной земли) — а также марш шведов на Украину — стал для Мазепы поворотным моментом, не оставив ему другого выбора.
Осенью 1708 года царь Пётр пригласил Мазепу присоединиться с казаками к русским войскам под Стародубом. Мазепа медлил, ссылаясь на свои болезни и смуты в Малороссии, вызванные движением Карла XII на юг и его предложениями. В то же время он совещался со старшинами, примкнувшими к нему, и вёл переговоры с Карлом через Быстрицкого и переписку с Меншиковым через А. Войнаровского. Меншиков решил навестить якобы «больного Мазепу».
Опасаясь разоблачения, Мазепа с гетманской казной бежал в конце октября с левого берега Десны к Карлу, стоявшему лагерем на юго-востоке от Новгорода-Северского, в Горках; с Мазепой было всего 1500 казаков.
Из шведского лагеря гетман написал письмо Скоропадскому, стародубскому полковнику, разъясняя причины своего перехода и приглашая старшину и казаков последовать своему примеру. Кандидат исторических наук В. В. Похлёбкин высказал предположение, что в этот момент Карл XII пожаловал Мазепе право употреблять в качестве значков (то есть узких флажков) на пиках казачьих отрядов, прибывших в ставку, цвета шведского военного флага — жёлтый и светло-синий, впоследствии ставшие цветами флага современной Украины.

### События в Батурине
Карлу XII Мазепа обещал зимовку в городе Батурине — резиденции гетмана. Там были значительные запасы провианта и артиллерии, имелся хорошо подготовленный и преданный Мазепе гарнизон, которым руководил полковник Дмитрий Чечель. Планам Мазепы и Карла помешали войска под предводительством Меншикова, 2 (13) ноября 1708 года взявшие крепость и все припасы в ней. Батурин был разорён, а гарнизон сердюков уничтожен.
Во время этих событий погибло, по разным оценкам, от 5 до 15 тыс. военного и мирного населения Батурина:
по С. Павленко 5—6,5 тыс. казачьего войска и 6—7,5 тыс. мирных жителей, всего 11—14 тыс.;
по оценкам авторов книги «История Украины. Непредубеждённый взгляд» — 6—7 тыс. казаков и 3—4 тыс. мирных жителей, всего 9—11 тыс.
Официальное украинское название событий в Батурине того времени, согласно документам Кабинета министров Украины — «Батуринская трагедия». 21 ноября 2007 года президент Украины Виктор Ющенко подписал указ «О некоторых вопросах развития Национального историко-культурного заповедника „Гетманская столица“ и посёлка Батурин», в рамках которого в 2009 году здесь была открыта скульптурная композиция «Молитва за Украину».

### Наступление Карла XII
«Во время перехода под Гадяч, спровоцированного русскими, шведам пришлось выйти из тёплых хат на лютый мороз. Более ста шведских солдат отморозили себе руки и ноги, несколько десятков погибло. Раздражённый Карл в начале января бросил свои войска на Веприк, который не желал пускать шведов. После ожесточённой обороны, когда порох кончился, город сдался. Шведская армия потеряла около двух тысяч человек и множество офицеров. Захваченных казаков отдали Мазепе, который приказал посадить их в яму». Солдаты же царской армии, как военнопленные, принадлежали Карлу, который обращался с ними лучше. Как сообщает Даниел Крман (который, впрочем, не был очевидцем сражения), «Король оказал всем милость. Гетман же Мазепа посадил нескольких своих подданных в ямы и уморил голодом». Впрочем, королевская милость не означала свободу. Пленные содержались с января по июнь в специальных лагерях и были освобождены в результате восстания при поддержке русской армии незадолго до Полтавской битвы.
«После этого Карл взял Зеньков, Опошню и Лебедин. Города сопротивления не оказывали. В основном они стояли пустые. Карл распорядился их грабить, дома жечь, жителей убивать. В конце января был предпринят поход на Слобожанщину, в результате которого ещё десятки сёл и городов были уничтожены. Такие действия шведов спровоцировали начало партизанской войны, которую вели, прежде всего, крестьяне и которая делала положение Карла ещё более тяжёлым». Только в Терейской слободе шведами было убито более 1000 жителей. В феврале 1709 года шведы сожгли Коломак (недоступная ссылка).

### Союзный договор между гетманом Мазепой, Карлом XII и Запорожской Сечью
27 марта 1709 года в Великих Будищах гетманом Войска Запорожского Иваном Мазепой, королём Швеции Карлом XII и кошевым атаманом Константином Гордиенко был подписан договор о совместной борьбе против русского царя Петра І.
По этому договору Украина провозглашалась «на вечные времена свободной от всякого чужого посягательства», Запорожье присоединялось к шведско-украинскому союзу, а шведский король Карл XII давал обязательство не заключать мира с Петром І без выполнения союзных обязательств.

### Поражение,анафемаи смерть

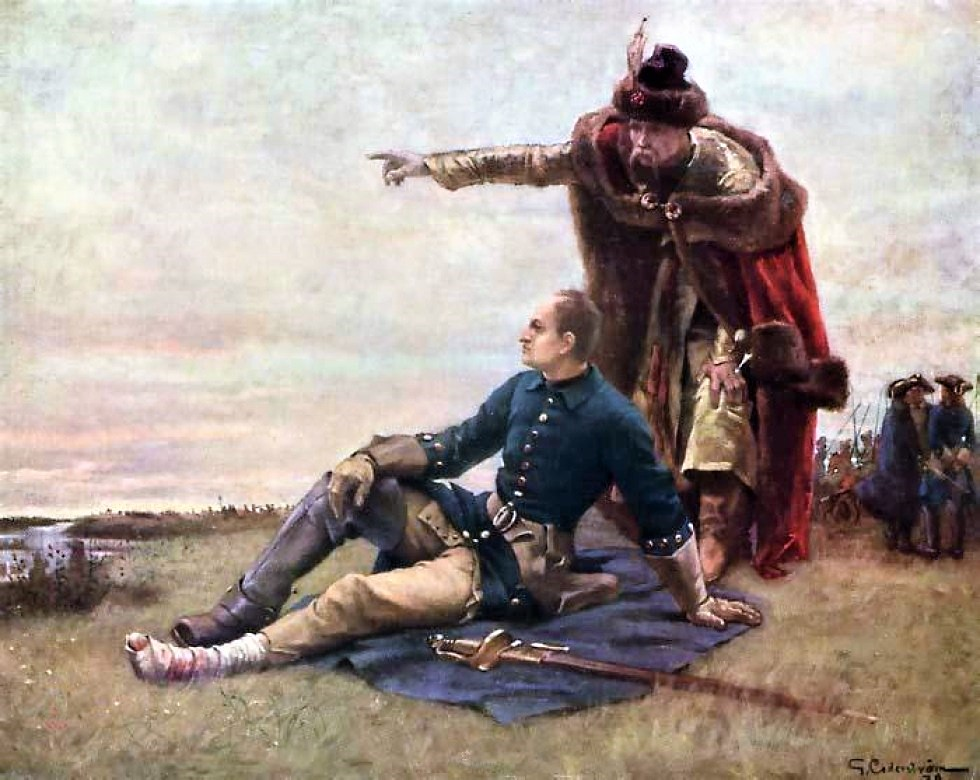
Карл XII и гетман Мазепа после Полтавской битвы

Карл XII продолжал доверять Мазепе и 8 апреля 1709 года заключил с ним формальный договор, фиксирующий, по всей видимости, прежние договорённости, частично уже исполненные, а частично уже невозможные, в котором, в частности, даровал Мазепе пожизненное звание «законный князь Украины». Мазепа же, среди всего прочего, обещался передать Карлу XII «на время войны и опасностей» города Стародуб, Малин, Батурин, Полтаву, Гадяч.
6 ноября 1708 года царь Пётр на раде в Глухове повелел избрать нового гетмана. Согласно желанию Петра, был избран Иван Ильич Скоропадский.
12 ноября 1708 года в Троицком соборе Глухова в присутствии Петра I митрополит Киевский, Галицкий и Малыя России Иоасаф (Кроковский), родом из Львова, в сослужении других архиереев: святого архиепископа Черниговского и Новгород-Северского Иоанна (Максимовича) и епископа Переяславского Захарии (Корниловича) совершил литургию и молебен, после чего «предал вечному проклятию Мазепу и его приверженцев».
В тот же день в Глухове была совершена символическая казнь бывшего гетмана, которая описывается следующим образом: «вынесли на площадь набитую чучелу Мазепы. Прочитан приговор о преступлении и казни его; разорваны князем Меншиковым и графом Головкиным жалованные ему грамоты на гетманский уряд, чин действительного тайного советника и орден святого апостола Андрея Первозванного и снята с чучелы лента. Потом бросили палачу сие изображение изменника; все попирали оное ногами, и палач тащил чучелу на верёвке по улицам и площадям городским до места казни, где и повесил».
12 ноября того же года в Успенском соборе Москвы в присутствии царевича Алексея Петровича Местоблюститель Московского Патриаршего престола митрополит Рязанский и Муромский Стефан (Яворский) в сослужении собора архиереев совершил благодарственный молебен в связи с избранием в гетманы Скоропадского, после чего обратился к сослужащим архиереям: «Мы, собранные во имя Господа Иисуса Христа, и имеющие подобно святым апостолам, от самого Бога власть вязати и решити, аще кого свяжем на земли, связан будет и на небеси, возгласим: изменник Мазепа, за крестопреступление и за измену к великому государю, буди анафема!». Кроме того, по поручению Петра І, специально для гетмана Мазепы был изготовлен Орден Иуды.
Идеологические оценки личности и деяний Мазепы чрезвычайно различны, часто противоположны. Однако объективным результатом его перехода к Карлу было втягивание войска шведов в Малороссию, куда они вошли в расчёте на обещанные Мазепой провиант, зимние квартиры и 50 тысяч казачьего войска (хотя, возможно, против желания самого гетмана): «Карл шёл в Малороссию с большими надеждами. Малороссийский гетман Иван Мазепа вступил с ним в тайный договор, и его тайная присылка к королю с просьбою идти скорее была, как говорили, причиною внезапного поворота королевского». Но под знамёна Мазепы встало только 3 тысячи, многие из которых вскоре его покинули, воспользовавшись объявленной Петром амнистией. Позднее к шведам присоединилось ещё около 7 тысяч запорожцев (это по шведским данным, обычно называют вдвое меньшие числа). Эти войска даже не участвовали в решающем Полтавском сражении. В то же время в русской армии было больше казаков, чем у Мазепы.
Войска шведов под Полтавой 27 июня (8 июля) 1709 года были разгромлены русской армией, влияние Швеции в Европе было значительно ослаблено, а влияние России возросло. После Полтавской битвы Карл и Мазепа бежали на юг к Днепру, переправились у Переволочны, где чуть не были захвачены русскими войсками, и прибыли в Бендеры.
Османская империя отказалась выдать Мазепу русским властям. Хотя царский посланник в Константинополе Пётр Толстой был готов потратить на эти цели 300 000 ефи́мков, которые предлагал великому турецкому визирю за содействие в выдаче бывшего гетмана.
Умер Мазепа 21 сентября [2 октября] 1709 в Бендерах. По распоряжению племянника Войнаровского тело его было перевезено в Галац и там с большой пышностью похоронено в церкви Святого Георгия. Церковь и гробница были снесены в 1962 году.
По просьбе гетмана Скоропадского, ссылавшегося на случаи насилия по отношению к малороссам со стороны великороссов, 11 марта 1710 года царь манифестом строго запретил оскорблять «малороссийский народ», попрекать его изменой Мазепы, угрожая в противном случае жестоким наказанием и даже смертною казнью за важные обиды. Тем не менее, согласно свидетельству датского посла Юста Юля, побывавшего в Гетманщине в 1711 году, со времени Мазепы царь «не очень-то доверял» казакам, которые, в свою очередь, были недовольны тем, что все гарнизоны и коменданты украинских крепостей были русскими.

### Уничтожение Запорожской Сечи
К шведам, кроме отряда Мазепы, позднее присоединилась часть запорожского войска (Чертомлыкская Сечь) под началом кошевого атамана Константина Гордиенко в количестве до 1500 человек. «Замечательно, что запорожцы, всегда державшиеся интересов черни в борьбе с казацкою старшиною, и на этот раз заявили такое требование, которое было противно как Петру, так и Мазепе, чтобы в Малороссии не было старшины и чтобы весь народ был вольными казаками, как в Сечи».
По сведениям Д. Яворницкого, царь Пётр I отдал приказание князю Меншикову двинуть из Киева в Чертомлыкскую Сечь три полка русских войск под командованием полковника Яковлева с тем, чтобы «истребить всё гнездо бунтовщиков до основания» и 11 мая 1709 года Сечь была взята и разрушена. После жестокой свалки взяты были в плен кошевой атаман, войсковой судья, 26 куренных атаманов, 2 монаха, 250 человек простых казаков, 160 человек женщин и детей. Из того числа 5 человек умерло, 156 человек атаманов и казаков казнено, причём несколько человек были повешены на плотах и самые плоты пущены были вниз по Днепру на страх другим.
Костомаров так описывает «треугольник» Пётр — Мазепа — Сечь: «Перед царём, выхваляя свою верность, он [Мазепа] лгал на малорусский народ и особенно чернил запорожцев, советовал искоренить и разорить дотла Запорожскую Сечь, а между тем перед малоруссами охал и жаловался на суровые московские порядки, двусмысленно пугал их опасением чего-то рокового, а запорожцам сообщал тайными путями, что государь их ненавидит и уже искоренил бы их, если бы гетман не стоял за них и не укрощал царского гнева». Мазепа писал Головину о своём давнем недруге Косте Гордеенко: «Запорожцы ни послушания, ни чести мне не отдают, что имею с теми собаками чинити? А всё то приходит от проклятого пса кошевого… Для отмщения ему разных уже искал я способов, чтоб не только в Сечи, но и на свете не был, но не могу найти…».
Но случилось так, что Сечь была уничтожена русскими войсками именно тогда, когда часть запорожцев под водительством Гордеенко поддержала Мазепу. Ещё в 1703 году, когда «среди запорожцев начались „шатости“», Мазепа предложил Москве на казаков «несколько десять бомб бросить». По этому поводу Т. Г. Таирова-Яковлева высказывает интересную гипотезу о роли раздоров с Сечью в безнадёжном переходе Мазепы к шведам: «Кто знает, может быть, Мазепа, понимая, что гибнет, намеревался утащить в эту пропасть и Запорожье, которое он всегда считал врагом Гетманщины?».

## Владения
И. С. Мазепа, по воле Петра I, являлся одним из богатейших феодалов Европы. Он получал доходы (свыше 200 тыс. рублей в год) с откупов на торговлю вином, табаком, дёгтем и другого, сборов с городовых (территориальных) полков Левобережной Украины, а с 1704 года, по указанию Петра I, и с полков Правобережной Украины. Ему принадлежали 5 волостей (с населением до 100 тыс. чел.) на Гетманщине, 2 — в Севском уезде, владения в Путивльском и Рыльском (центр село Ивановское) уездах (свыше 20 тысяч крестьян).  

## Вопрос о снятии анафемы
Вопрос об анафеме на гетмана Мазепу был вынесен на обсуждение Священного Синода УПЦ (МП), заседание которого состоялось 14 ноября 2007 года. Синод поручил Богословской комиссии УПЦ и Киевской духовной академии изучить вопрос относительно канонических и исторических обстоятельств отлучения от Церкви гетмана Ивана Мазепы и фактов совершения по благословению церковной власти заупокойных богослужений по нему.
17 марта 2008 года на Всеукраинской казачьей раде Украины, которая состоялась в Киеве, президент Украины Виктор Ющенко заявил, что издал указ об установке памятников гетману Мазепе в столице Украины Киеве, Полтаве, и сделает всё возможное для снятия анафемы на гетмана Мазепу.
В настоящее время в ряде средств массовой информации дискутируется вопрос о том, что анафема на гетмана Мазепу была снята ещё в 1918 году, хотя в ноябре 2007 года Священный Синод Украинской православной церкви сообщил, что «нет ни одного официального документа, который свидетельствовал бы о снятии анафемы с Мазепы с 1708 года».
22 февраля 2008 года, будучи в Москве, президент Украины Виктор Ющенко поинтересовался у патриарха Московского и всея Руси Алексия ІІ, действительно ли в 1918 году РПЦ была снята анафема с гетмана Мазепы. Из заявления патриарха Алексия ІІ следует, что «в 1918 году патриарху Тихону действительно поступало обращение с просьбой рассмотреть вопрос о снятии анафемы с Мазепы, о чём Святейший Патриарх сообщил на совещании епископов в рамках проходившего тогда в Москве Поместного Собора Православной Российской Церкви. […] снятия анафемы не было, что не исключает того, что этот вопрос компетентными канонистами и историками может быть рассмотрен в будущем».
Обращение Президента было связано с тем, что канонические Константинопольская православная церковь (и входящая в её состав Украинская православная церковь в Канаде), Иерусалимская православная церковь, Румынская православная церковь, Польская православная церковь, а также Украинская грекокатолическая церковь и Украинская православная церковь Киевского патриархата и Украинская автокефальная православная церковь не признают анафему на гетмана Мазепу и проводят богослужения за упокой его души.
В то же время некоторые украинские православные организации напомнили Ющенко, что гетман Мазепа в 1708 году был предан анафеме Православной церковью за нарушение данной на Евангелии присяги на верность русскому царю, а также за то, что позволил осквернять православные храмы шведским солдатам, допущенным им в пределы Южной Руси.
Кроме того, Мазепа, отмечалось в заявлении, был склонен «к пороку и безнравственности», поскольку «предавался греху блуда, начиная со времени своей молодости, когда сожительствовал с женой польского шляхтича, и до старости, когда совратил свою крестницу Матрону».
В 2018 году Вселенский Патриарх провозгласил незаконным и неканоничным акт Русской православной церкви анафематствования украинского христианина Ивана Мазепы ввиду того, что он является использованием религии в политических целях.

## Внешность гетмана Мазепы
По сообщению научных сотрудников музея — заповедника «Поле Полтавской битвы» Шендрик Л. К. и Яновича А. В., Пётр I и другие императоры поставили задачу перед государственными структурами и церковью уничтожить всё, что могло напоминать о гетмане Мазепе. С этой целью на Украине российское правительство, наряду с ежегодными анафемами, уничтожало все изображения гетмана Мазепы на картинах, в церквях, на иконах и гравюрах.
|                            |                          |                                       |                                 |                                                                           |                                                           |                                                             | |  |
| № 1, Киево-Печерская лавра | № 2, летопись С. Величко | № 3, Днепровский художественный музей | № 4, Национальный музей Украины | № 5, гравюра М. Бернингротга, опубликованная в немецком издании, 1704 год | № 6, работа И. Никитина. Не обладает портретным сходством | № 7, гравюра 1821—1824 гг. Не обладает портретным сходством | № 8, Грипсхольм, Швеция. Не обладает портретным сходством. Возможно, портрет литовского гетмана Сапеги |  |

В то же время сохранились описания внешности Ивана Мазепы, которые оставили в своих воспоминаниях его современники. Историограф Карла ХІІ Георг Нордберг дает такое описание гетмана Мазепы:
«Мазепа среднего роста, худощавый, ему около 70 лет, глаза быстрые и ясные, сберегли жизненный огонь; носит усы на польский манер. Разговаривает рассудительно».

Принц Максимилиан Эммануил, участник похода Карла ХІІ, так описывает Мазепу:
«Мазепа был телом худощавый, невысокий, на голове имел кучери или польские косы, при этом, имея более 60 лет возраста, сохранял присутствие духа и ясный ум».
Шведы считали, что Мазепа был очень похож на шведского генерала графа Эриха Дальберга.
Анализируя описание внешности гетмана Мазепы, можно составить такой его словесный портрет:
«Иван Мазепа — среднего роста, стройный; руки тонкие, длинные, белые; гордая голова с белыми пуклями; лицо бледное, гладкое и высокий лоб; глаза тёмные, глубокие, блестящие, пронзительные, быстрые, яркие; взгляд гордый, строгий, вдумчивый; уста тонкие; усы на польскую моду — длинные, обвислые».

## Основные цели политики гетмана Мазепы
По мнению украинского историка Александра Оглоблина, основными целями политики Мазепы как гетмана Украины были: объединение украинских земель — Гетманщины, Правобережной Украины, Запорожья, Слободской Украины и Ханской Украины в составе единой Украинской державы во главе с собой, а также создание гетманской власти как основы государства европейского типа с сохранением системы казаческого самоуправления.
В конце жизни Мазепа согласился стать данником польского короля, союзника шведов Станислава Лещинского с получением гетманства в Белой Руси. Вот как Густав Адлерфельд, камергер Карла XII и участник Северной войны, непосредственно вовлеченный в те события, описывает соглашение между Мазепой и Станиславом Лещинским:

Вся Украина, включая княжества Северское, Киевское, Черниговское и Смоленское, должна вернуться под владычество Польши и оставаться под её Короной, за что Мазепа награждается титулом князя и получает Витебское и Полоцкое воеводства с теми же правами, которые имеет Герцог Курляндский в своей земле.

По мнению профессора Санкт-Петербургского государственного университета Татьяны Таировой-Яковлевой подлинные замыслы Мазепы были иными: 

Мазепа рассматривал союз с Лещинским исключительно как крайнее средство на случай вторжения шведов, а возможно, и в случае назревания бунта среди старшины в условиях реформирования Гетманщины. На Украине люди «начальные и подначальные, и духовные и мирские, как разные колёса, не в единомысленном суть согласии». Одни благоволят Москве, другие склоняются к турецкой протекции, третьи хотят побратимства с татарами — исключительно из «врождённой к полякам антипатии». Самусь и другие жители Правобережья опасаются мести со стороны поляков и вряд ли захотят подчиниться Речи Посполитой. Поэтому Мазепа предлагал сперва добиться единства мнений на Украине и объединения Речи Посполитой, а потом уже думать о союзе. Понятно, что такие благие пожелания могли быть только декларацией, рассчитанной на выигрыш времени.
Гетман Мазепа дважды ставил вопрос о присоединении Слободской Украины перед русским царём Петром І и дважды получал отказ.

## Внутренняя политика гетмана Мазепы

### Казачество
Внутренняя политика гетмана Мазепы была направлена на усиление влияния казачьей старши́ны, укреплению её экономической базы и социального положения, превращению её в правящее сословие Гетманщины. Значительно увеличилось предоставление имений старши́не и духовенству (по большей части монастырям) гетманской властью или полковниками.
Уже в первые дни и месяцы своего гетманства Мазепа выдал ряд универсалов, которые или подтверждали старые владения или создавали новые из фонда так называемых «свободных военных» имений. Очень распространяется во времена гетманства Мазепы скупка земель старши́ной и монастырями.
Но землевладение и сельское хозяйство были не единственным источником финансового благосостояния казацкой старши́ны. Большое внимание уделяет старши́на разным торгово-промышленным операциям.
Огромные прибыли давали старши́не разные финансовые операции, в частности «аренды» — водочная, табачная и дегтевая. В этих операциях принимала участие и генеральная, и рядовая старши́на, и мужчины, и даже женщины.
В те времена старши́на, особенно её верхушка, широко разворачивает промышленное предпринимательство как на юге, так и на севере Гетманщины.
Процесс концентрации старшинских поместий сопровождался концентрацией политической власти в руках высшей старши́ны. Возрастал объём полковничьей власти. Прежде избираемый голосованием на свою должность полковник становился теперь наследственным хозяином своего полка.
Появилось новое название, которое определяло эту категорию старши́ны — «бунчуковое товарищество», «знатное военное товарищество», освобождённое от всяких местных (полковых или сотенных) обязанностей и юрисдикции, которое непосредственно подлежало гетманской власти, находилось «под гетманским бунчуком» и «обороной», судилось только Генеральным судом.
Таким образом, Иван Мазепа создал верхушку казачества, своим положением обязанную только ему и находящуюся только в его юрисдикции.

### Крестьянство
Концентрация землевладения и политической власти в руках казацкой старшины имела своим главным следствием рост эксплуатации крестьянской массы.
Во времена Мазепы с одной стороны выросли эти повинности, а с другой — изменилось их соотношение. В частности, увеличивается денежная составляющая, а также ба́рщина. Но если денежные и натуральные повинности преобладают в поместьях «свободных военных» и особенно ранговых (в том числе и гетманских), то усиление барщины было более характерным для поместий, в первую очередь, монастырских.
Рост повинностей подданных в конце XVII столетия вызывал большое недовольство крестьянской массы, которое нередко переходило в открытые выступления против власти старшин. Правительство Мазепы в интересах государства и общественного строя вынуждено было вмешиваться, ограничивая злоупотребление властителей и эксплуатацию посполитых.
В конце XVII столетия на Левобережной Украине обычный размер барщины повысился до двух дней в неделю. Но немало властителей превышали эту норму, принуждая подданных работать на барщине значительно больше.

### Строительство и восстановление церквей
По сведениям исследователей гетманства Мазепы, доктора исторических наук Юрия Мицика и Сергея Павленко, за счёт собственных средств Иван Мазепа построил 26 соборов, церквей и колоколен, в том числе и за пределами Украины.

Церковь всех Святых в Киево-Печерской лавре
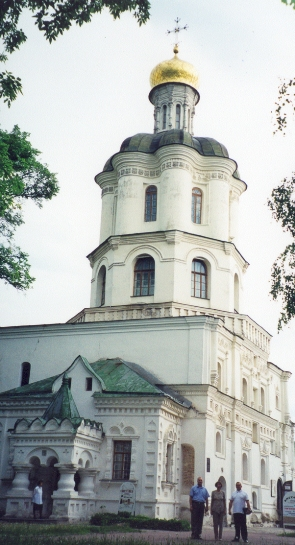
Черниговский коллегиум
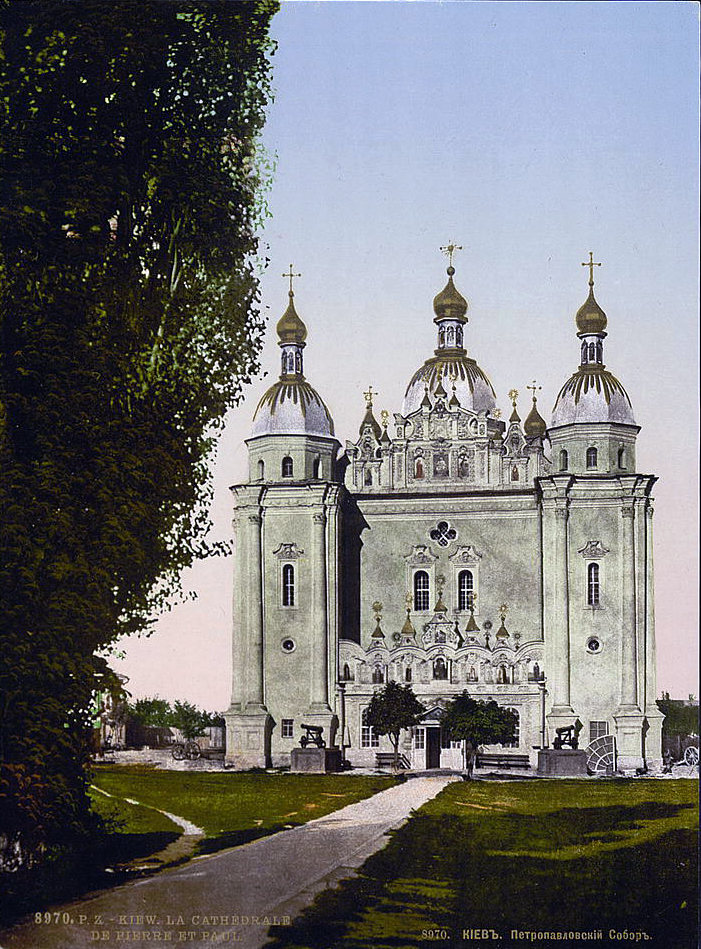
Николаевский военный собор (Киев)
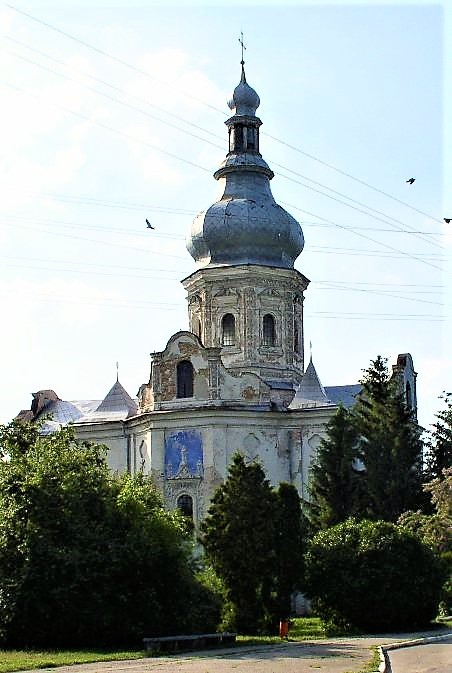
Свято-Вознесенский собор (Переяслав-Хмельницкий)

Выдающимся достижением строительной деятельности Мазепы было сооружение новых монументальных храмов. Они строились в Киеве, других городах одновременно с обновлением древних церквей. Достопримечательности того времени в Киеве — Богоявленский собор в Братском монастыре, Николаевский собор в Пустынно-Николаевском монастыре, церковь Всех Святых на Экономических вратах Печерского монастыря — на протяжении длительного времени служили образцами церковного строительства. Колокольня Софийского собора в Киеве была также построена по заказу Мазепы.
Политика Мазепы в отношении церковного строительства на Украине находила высокие оценки высших церковных иерархов, которые они высказывали в своих трудах. Во всех церквях, построенных Мазепой, закладывались керамические пластины с гербом гетмана и надписью, что церковь возведена по инициативе и на средства Ивана Мазепы. Митрополит Стефан Яворский в своём труде «Заря славная» характеризует Ивана Мазепу как вождя, «которого время в Книгах Вечности оставляет».
См. также
- Бречицкий Андроников монастырь (Черниговщина)
- Николаевский военный собор (Киев)
- Свято-Вознесенский собор (Переяслав)
- Покровская церковь (Дегтяревка)
- Троицкий собор (Чернигов)

## Образ в художественных произведениях
Судьба Ивана Мазепы интересовала многих знаменитых писателей, поэтов, художников и композиторов из разных стран: Америки, Канады, Англии, Германии, Польши, России и т. д.

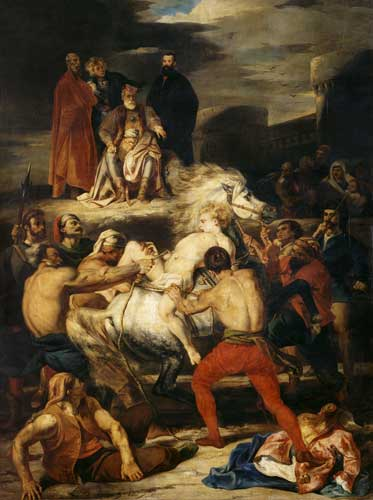
Луи Булянже. Муки Мазепы. 1827 г.
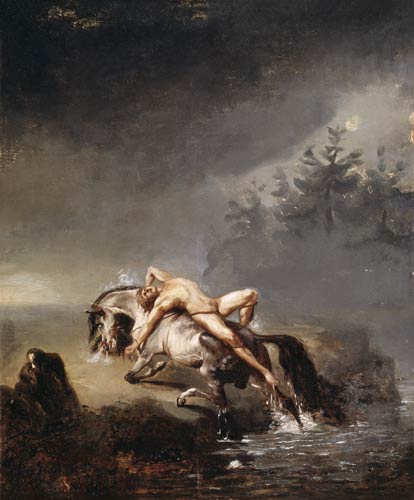
Орас Верне. Мазепа, привязанный к лошади. 1820-е гг.
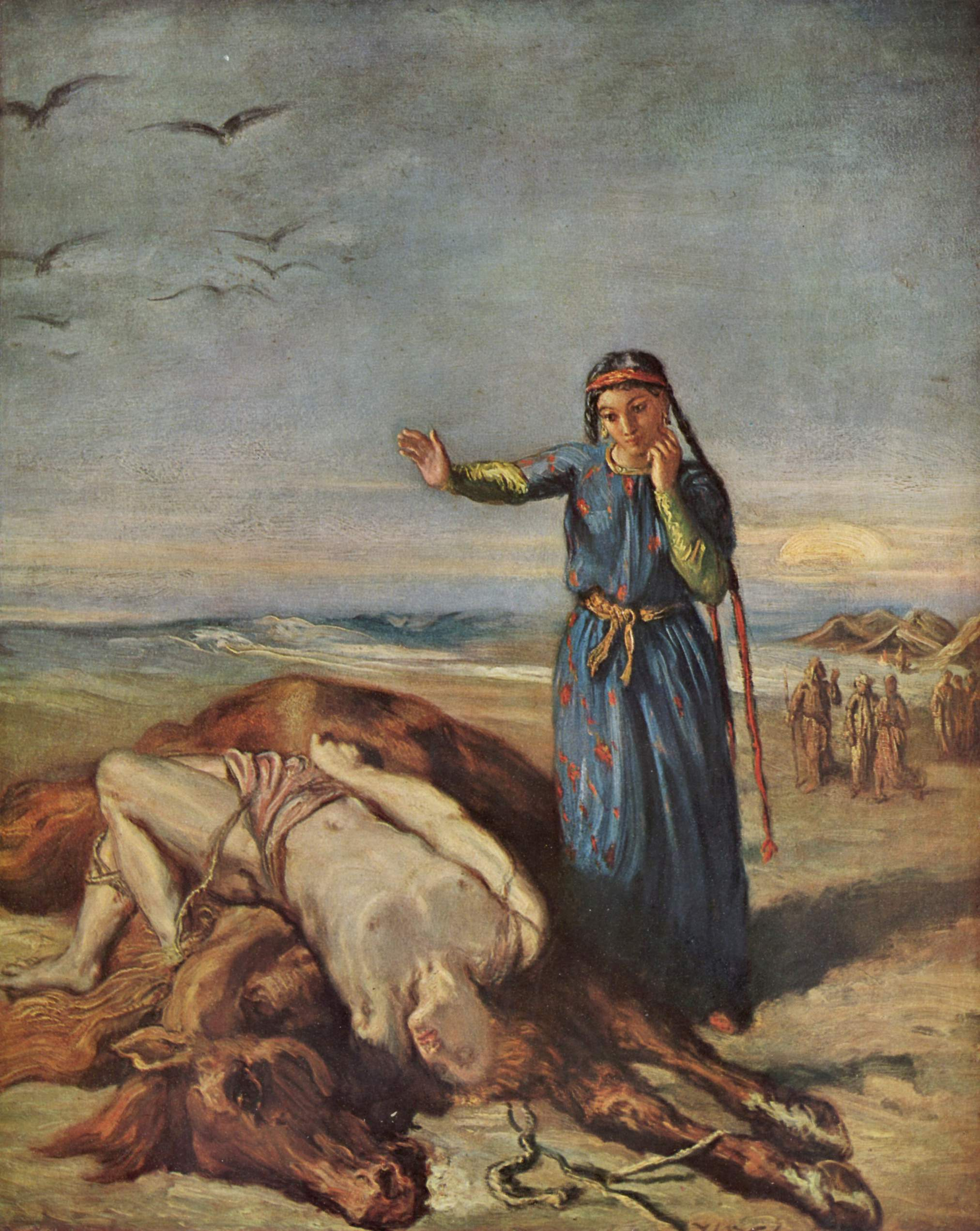
Теодор Шассерио. Казачка возле тела Мазепы, привязанного к лошади. 1851 г.
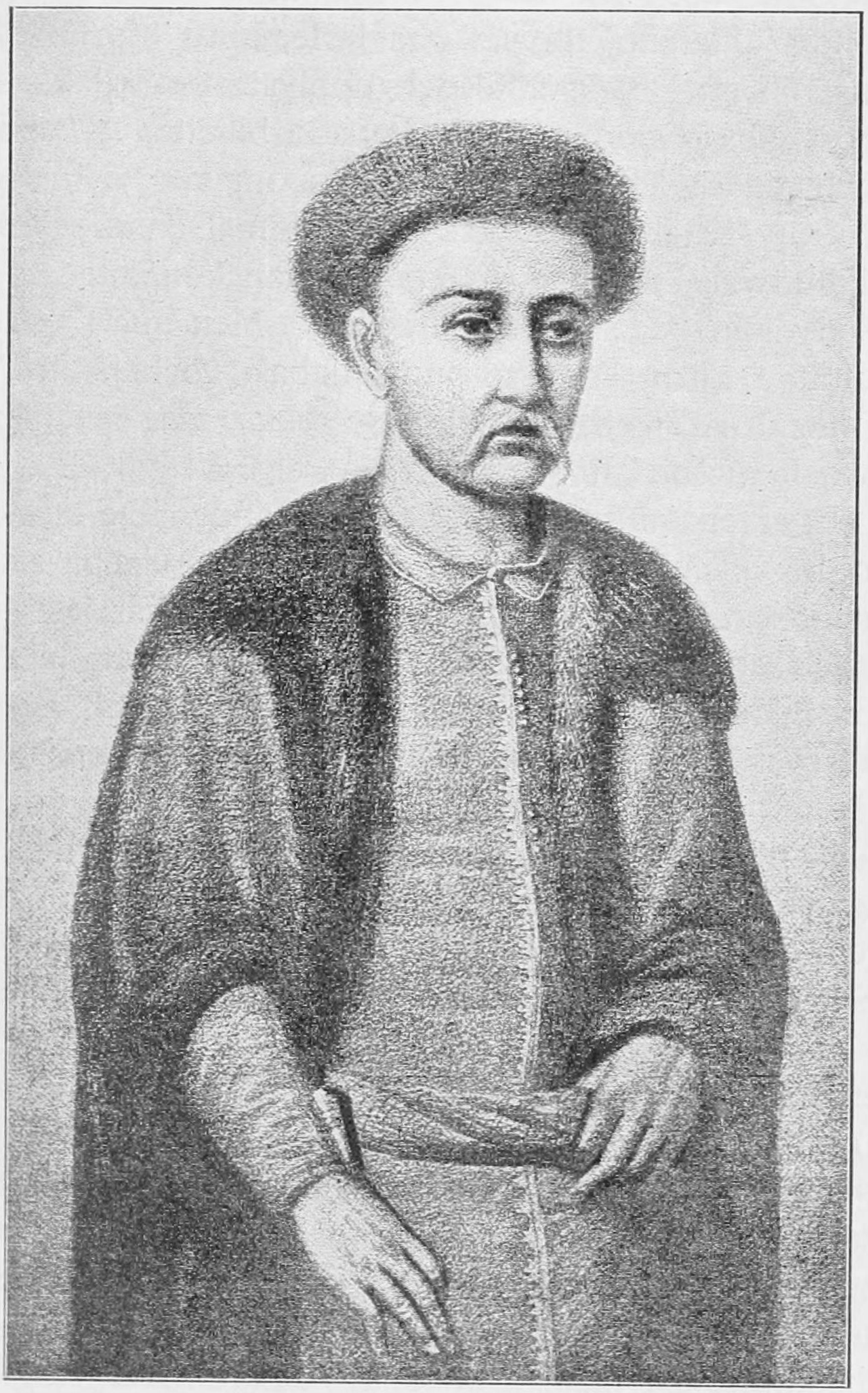
Неизвестный художник. Портрет Ивана Мазепы в Успенском соборе Киево-Печерской Лавры. Начало ХVІІІ в.

## Память о Мазепе
- Имя Мазепы носит государственная награда Украины — Крест Ивана Мазепы.
- В честь Мазепы на Украине названы населённые пункты, улицы, установлены памятники, один из которых — в Полтаве[72].
- В честь Мазепы названы два квартала города Галац в Румынии — Мазепа-І и Мазепа-ІІ, также ранее там существовала улица имени Ивана Мазепы, местную же церковь Пречистой Девы до сих пор называют «Мазепинской»[73].
- В Курской области (Россия) есть бывшее имение И. Мазепы — село Мазеповка[74].
- Имя Мазепы носит 54 отдельная механизированная бригада Вооружённых Сил Украины.
- Существуют памятники Мазепе в Румынии, США и в австрийском посольстве Украины. 21 сентября 2009 года в Чернигове возле Коллегиума установлен памятник гетману-меценату (бронзовый бюст с гербом на мраморной колонне, скульптор Геннадий Ершов).
- Его портрет изображён на купюре, монете в 10 гривен и почтовой марке.
- В честь гетмана назван корвет «Гетман Иван Мазепа», спущенный на воду 2 октября 2022 года в Стамбуле по заказу ВМС Украины.

Вращающийся памятник в Киеве, посвящённый гетману Мазепе
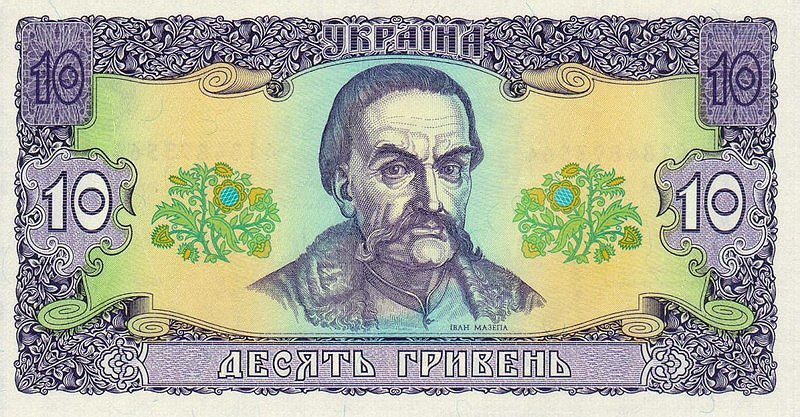
Купюра в 10 украинских гривен 1992 года с изображением Мазепы
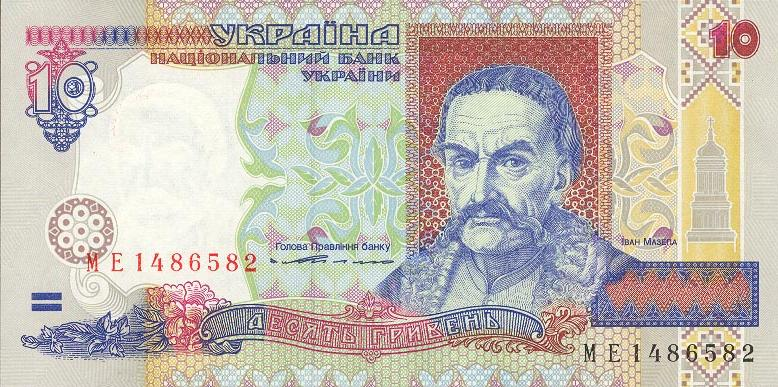
Купюра в 10 украинских гривен 1994 года с изображением Мазепы
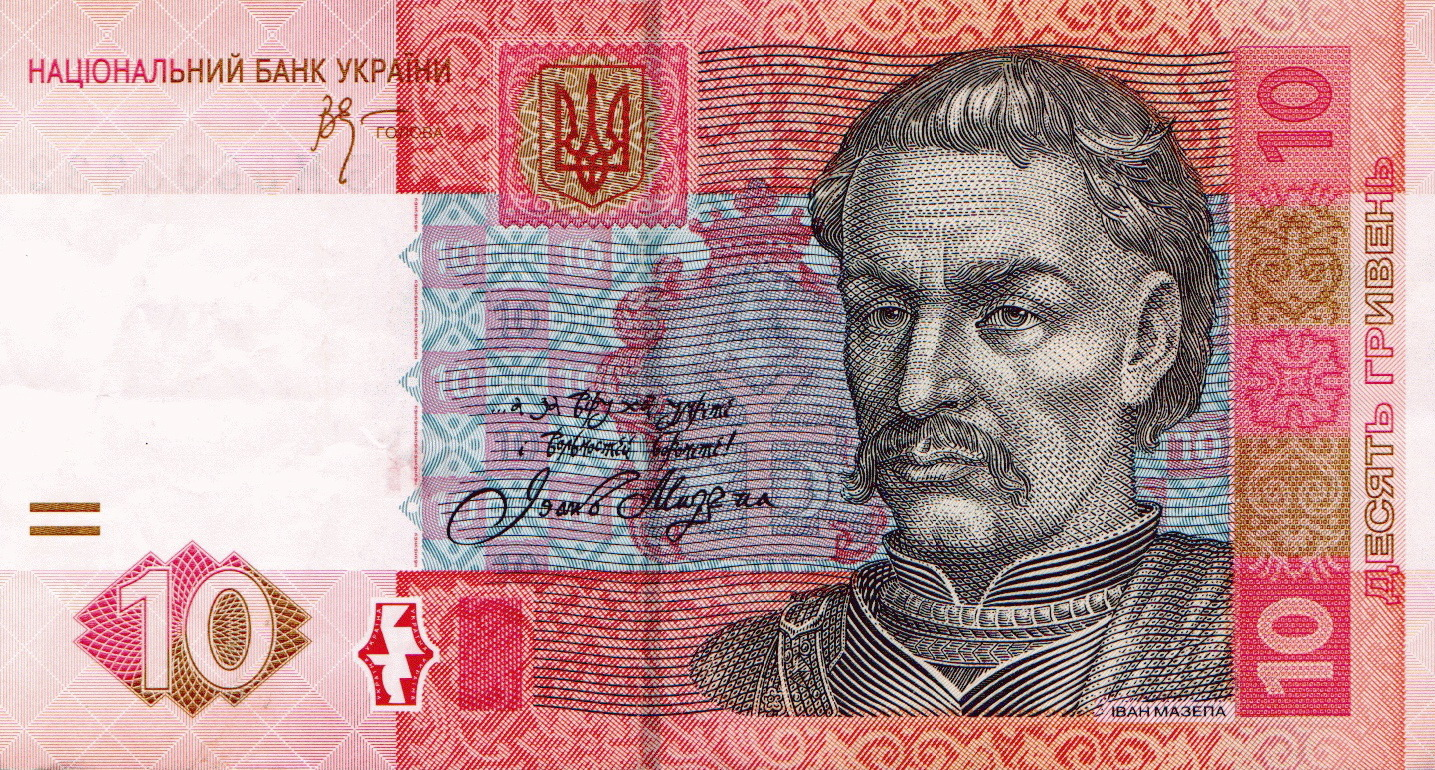
Купюра в 10 украинских гривен 2006 года с изображением Мазепы
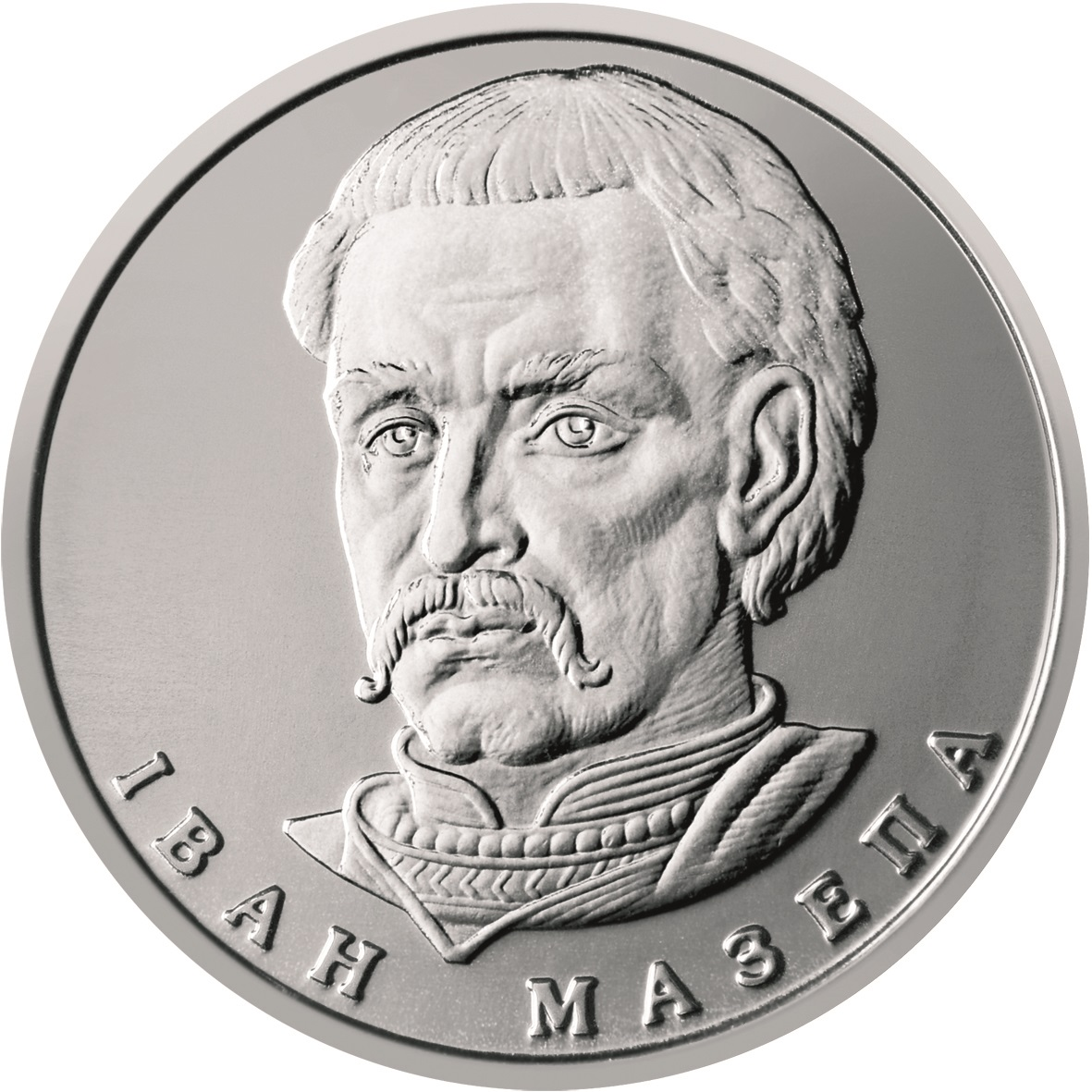
Монета в 10 украинских гривен 2018 года с изображением Мазепы
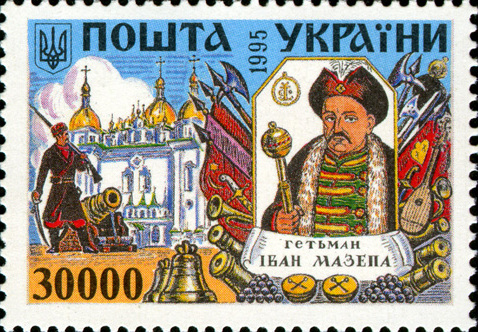
Украинская почтовая марка, посвящённая Ивану Мазепе
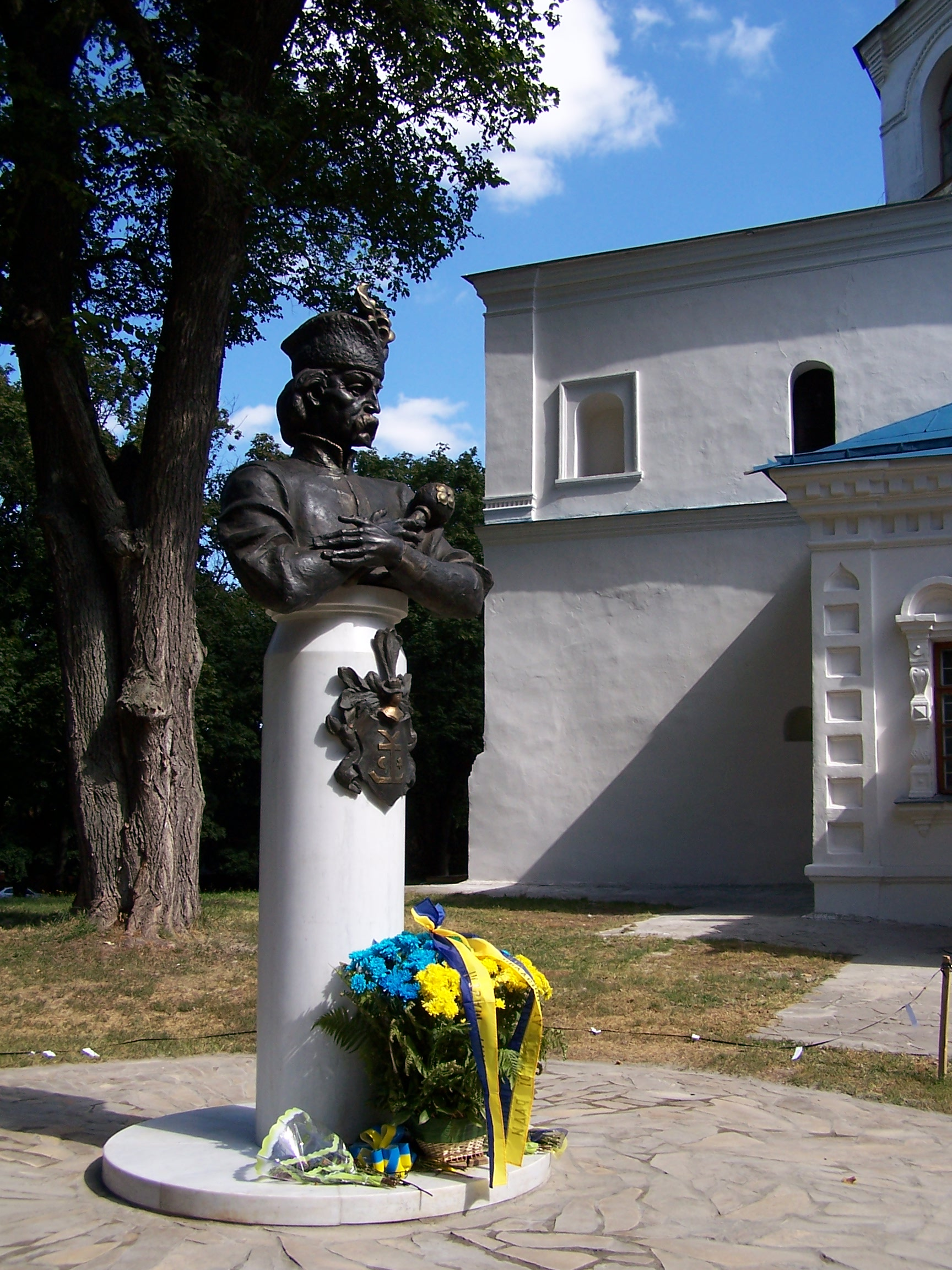
Памятник в Чернигове
Памятник в Коломаке (Харьковская область)
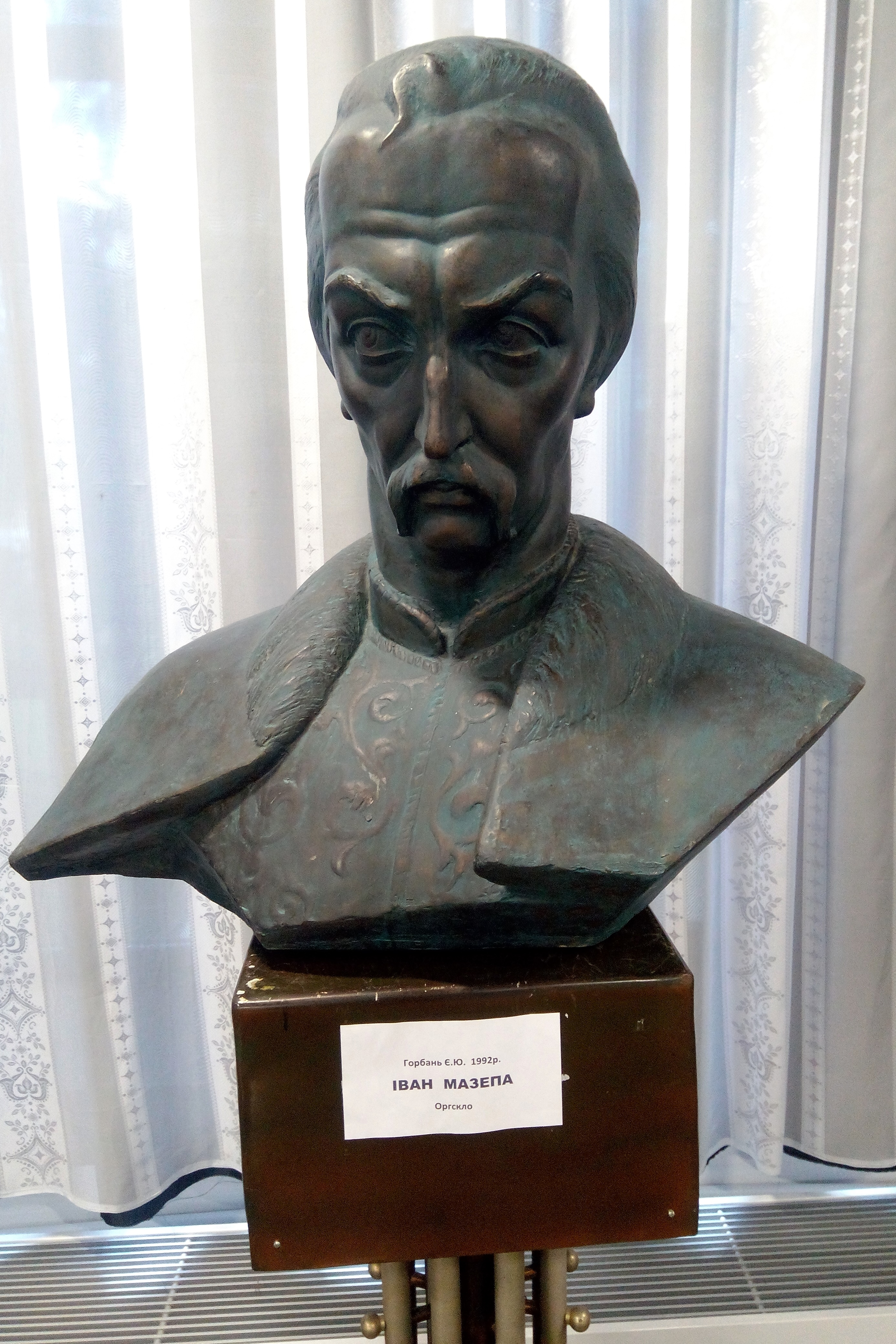
Бюст Мазепы из государственного музея-заповедника "Битва за Киев в 1943 году" в Новых Петровцах